# 国際言語年
国際言語年（こくさいげんごねん）とは、国際連合総会において採択・決議された国際年の一つ。2008年が国際連合が定める国際言語年となっている。
2008年を国際言語年とすることは2007年5月16日の国連総会で決議された。それによれば2008年は国際社会において多言語主義と文化の多様性の問題に重点を置く期間となる。多言語主義と文化の多様性の問題には従来から国際連合教育科学文化機関（UNESCO、ユネスコ）が携わってきた。